# Bazhai
Bazhai (kinesiska: 八寨, 八寨镇) är en köping i Kina. Den ligger i provinsen Guizhou, i den sydvästra delen av landet, omkring 150 kilometer nordväst om provinshuvudstaden Guiyang. Antalet invånare är 23966. Befolkningen består av 11 847 kvinnor och 12 119 män. Barn under 15 år utgör 33 %, vuxna 15-64 år 58 %, och äldre över 65 år 8,0 %.